# اسپارک اودیسه ۲۱
اسپارک اودیسه ۲۱ که با نام اودیسه ۲۱ شناخته می‌شود گ، یک خودرو مسابقه ای برقی آفرود است که توسط اسپارک ریسینگ تکنولوژی برای سری مسابقات قهرمانی اکستریم ای طراحی شده.

## توسعه و ارتقاء
اولین بار در آگوست 2018 اعلام شد که سری مسابقات فرمول ئی یک سری جدید مسابقات خودروهای الکتریکی را به نام "اکستریم ای" را راه اندازی خواهد کرد که در مکان ها و زمین های چالش برانگیز مانند هیمالیا و مناطقی در قطب شمال مسابقه می دهد.